# Rainaud V d'Aubusson
Rainaud, V du nom, vicomte d'Aubusson, surnommé "le Lépreux" (vers 1130-1201).

## Biographie
Il est né vers 1130, fils de Rainaud IV, Vicomte d'Aubusson et d'Hélis de Comborn, elle-même fille d'Archambaud III, Vicomte de Comborn, surnommé 'le Barbu'.
Il part très jeune aux croisades, en 1145. Pendant son voyage de retour, en 1153, il retrouve en Italie son cousin, Hector d'Asside de Surat, dit Géraud IV, évêque de Cahors. Ils voyagent ensemble et ils sont tous les deux capturés sur ordre de l’empereur Frédéric Barberousse, qui les fait emprisonner, bien qu’il leur eût d’abord accordé un sauf-conduit. Géraud écrit à l’empereur pour réclamer sa libération, ainsi que celle de son cousin, qu’il qualifie de "Vicomte d'Aubusson, marquis de cette terre". Il se plaint dans cette lettre qu’on l’eût emprisonné sans motif, ainsi que plusieurs moines d’Angleterre et de France, qui ne sont pas riches, mais qui appartiennent à de nobles églises et « voyageaient sous la foi de la paix ecclésiastique ».
Il revient à Aubusson en 1157.
Il est dit vicomte d’Aubusson en 1170.
Il épouse (avant 1170) Marthe Brune dite ’Matabrune’ de Ventadour, dame en partie de Charlus-le-Pailloux, fille d'Ebles, III du nom, Vicomte de Ventadour dit le troubadour, & de Marguerite de Turenne
Ils eurent :
- Gui, 1er du nom, Vicomte d'Aubusson, qui vivait en 1177 & 1194, fit le voyage de la Terre-Sainte, & épousa Assalide de Comborn, fille d'Archambaud IV, Vicomte de Comborn, & de Jourdaine de Périgord.

- Ranulphe.

- Guillaume, nommé Guillaume Abbé.

- Agnès, qui épousa, à ce que l'on croit, Bernard de La Roche-Aimon.

L'on croit que Jean d'Aubusson, Moine dans l'Abbaye de Notre-Dame-du-Palais, Ordre de Cîteaux pourrait bien avoir été fils du Vicomte Rainaud V. La généalogie de cette Maison ne commence, dans Moréri, qu'à Gui Ier.
Il fait quelques donations au monastère de Bonlieu en 1184 et en 1200.
C'est de Rainaud V que datent les armes de la famille, d'or à la croix ancrée de gueules, remplaçant le sceau ancien au donjon chemisé et maçonné de sable. Il finit ses jours au monastère de Blessac, après avoir pris l'habit.